# Luca Camilletti
Luca Camilletti (Prato, 1966) è un attore, artista e regista teatrale italiano.

## Biografia
Luca Camilletti inizia la sua carriera nel 1988 come attore nello spettacolo Da Woyzeck con la regia di Barbara Nativi del Teatro della Limonaia. Nel 1990 è in Träff sempre per la regia di Barbara Nativi. Nel 1992 è nello spettacolo La società di Metis di Normand Chaurette e con la regia di Alice Ronfard e sempre prodotto dal Teatro della Limonaia.
In questi anni collabora poi come attore a spettacoli di Remondi e Caporossi, Massimo Castri, Rodrigo García.
Nel 1996 debutta al cinema interpretando il ruolo del portinaio dell'Hotel Firenze nel film La sindrome di Stendhal di Dario Argento.
Dal 1994 ha svolto una parte importante del suo lavoro di attore e performer nella compagnia/collettivo Kinkaleri della quale è cofondatore e con cui condivide l'ideazione e la creazione di tutte le produzioni dal 1995 al 2007 operando sperimentazioni in campo teatrale, ricerche sul movimento, performance, installazioni visive e produzioni audio. Nel 2001, con i Kinkaleri, gli viene assegnato il Premio Lo Straniero Scommesse per il futuro e nel 2002 il Premio Ubu per <OTTO>, quale miglior spettacolo di teatrodanza dell'anno.
Nel 2007 decide di abbandonare la compagnia per intraprendere un percorso autoriale proprio.
Nel 2008 inizia la collaborazione con la compagnia e scuola di teatro Laboratorio nove. Nel 2009 cura il festival Dentro! e le attività del FAF Florence Art Factory. Nel 2010 interpreta il ruolo del proprietario dell'Hotel Joule nel film All Inclusive di Zapruder filmmakersgroup (regia: David Zamagni e Nadia Ranocchi).

## Teatrografia

### Regia
- Idioteca
- L'ossigeno salato ha spinto giù il cielo
- Autoservice
- Il potere del sangue dell'eroe, per esempio Giacomo Matteotti
- Oratoria dinamica per Girolamo Savonarola
- Caligola a Roma
- Essere all'oscuro di tutto
- Blues (Balkan) & C.
- Fine (includendo il testo Le presidentesse di Werner Schwab)

### Con Kinkaleri
- 2006 - Nerone
- 2006 - 11cover
- 2005 - pool
- 2004 - I Cenci/Spettacolo
- 2003 - WEST
- 2002 - <OTTO> (Premio Ubu 2002 come miglior spettacolo di teatrodanza)
- 2002 - TONO
- 2001 - My Love For You Will Never Die
- 2000 - Ecc.etera
- 1999 - ESSO
- 1999 - et
- 1999 - 1.9cc GLX
- 1997 - Super
- 1996 - Doom
- 1996 - Amras

## Filmografia
- La sindrome di Stendhal, regia di Dario Argento (1996)
- All Inclusive, regia di David Zamagni e Nadia Ranocchi (2010)